# 尾藤強
尾藤 強（びとう つよし　1969年7月30日 - ）和歌山県出身の元高校野球指導者。

## 来歴
有田市生。実父は和歌山県立箕島高等学校硬式野球部の元監督である尾藤公。箕島高校時代は父・公の教えを被り、投手だったが、1986年の全国高等学校野球選手権和歌山大会では2年生エースとして期待されながら甲子園全国大会進出ができなかった。その後法政大学（中退）を経て、長野県にある建材メーカーに勤務。
1996年に結婚し和歌山に戻り、地元の会社に再就職をする傍ら、箕島高校OBを中心に結成された箕島球友会の選手として活躍し、2012年から会社勤務をしつつ箕島高等学校硬式野球部コーチ、2013年3月1日監督就任。同年全国高校野球選手権和歌山大会優勝。全国大会出場権を29年ぶりに獲得し、「親子そろって監督として甲子園進出」を実現するが、1回戦で山梨県立日川高等学校に敗れ、初戦で甲子園を去った。
2019年7月25日、第101回全国高等学校野球選手権和歌山大会準々決勝の熊野高校に敗退後監督退任が発表された。後任には野球部副部長の北畑清誠が就任した。